# 城門風水樹林特別地區
城門風水樹林特別地區（劃定於1977年6月14日），簡稱城門風水林，是一個位於香港新界中西部的城門郊野公園內的特別地區，佔地6公頃。該特別地區是香港首批劃定的特別地區之一。
另一方面，該地於1975年2月25日被鑑定為首批具特殊科學價值地點之一。該處共有76個不同的樹木品種，一般被認為自17世紀起已經存在。
以前風水林附近有一條「大圍村」，在1929年時因興建水塘而遷往別處，只剩下風水林見證昔日村落的歷史。由於長期不受人為干擾，並受到《郊野公園條例》的保護，不論以物種豐富度、面積或完整性來着都是全港最具代表性的。